# Eduardo Leyva
Eduardo Leyva, född 1946, är en spansk kompositör och dirigent, har bland annat dirigerat musiken för Spanien i Eurovision Song Contest 1986, 1987, 1990, 1991, 1993, 1995 och 1996.